# ألمودينا جرانديس
ألمودينا جرانديس (بالإسبانية: Almudena Grandes)‏ كاتبة إسبانية ولدت في مدريد في السابع من مايو عام 1960 وتوفيت في 27 نوفمبر 2021.

## السيرة الذاتية
بعد أن أنهت دراستها الجغرافية والتاريخية في جامعة كمبلوتنسي بمدريد، بدأت عملها بكتابة نصوصا للموسوعات. أيضا قامت عام 1982 بتأدية دور في فيلم سينمائي بعنوان «النكسة» لأوسكار لادور. وبعام 1989 نشرت روايتها الأولى بعنوان «أعمال من لؤلؤ» التي صُنِّفت من جملة الأعمال المثيرة، وفازت بجائزة «الابتسامة العمودية» وترجمت إلى أكثر من 19 لغة. قدمت عملها التالي «سأتصل بك يوم الجمعة» في عام 1991 وهي رواية مثيرة ذات سمعة سيئة. لكن روايتها الثالثة «مالينا هو اسم تانجو» المنشورة عام 1994 حُوِّلت إلى فيلم سينمائي في عام 1996. وبنفس العام نشرت مجموعة قصصية تحت عنوان «نماذج نسائية». بعض قصص الكتاب الأخير كانت معروفة مسبقا من خلال كتابات المؤلفة السابقة في الصحافة. إحدى قصصها «لغة الأشقر» كانت مستلهمة من إحدى قصائد زوجها لويس جارثية مونتيرو والتي حُوِّلت بدايةً لفيلم «بالرغم أنك لا تعلم» الذي أخرجه خوان بيثيني كوردوية عام 2000.
بعد ذلك توالت أعمالها في الظهور: «أطلس الجغرافية البشرية» و«الرياح القوية» و«القلاع الكرتونية». مثل باقي أعمالها السابقة تدور أحداث رواياتها في إسبانيا أثناء الربع الأخير من القرن العشرين وبدايات القرن الحادي والعشرين مُسلطة الضوء على الحياة اليومية للناس.
في عام 2003 نشرت مجموعة مقالات في جريدة «البايس» تحت عنوان «سوق بارثيلو» وفي عام 2005 وضعت كتابا يتكون من خمس قصص قصيرة بعنوان «محطة في الطريق».
في عام 2006 عُرض فيلم «الرياح القوية» المبني على روايتها، من إخراج جيراردو هيريرو وبطولة خوسيه لويس جارثيا بيبيرس وكوكا إسكريبانو ورويرتو إنريكيز.
في عام 2007 نشرت رواية «القلب المتجمد» الطويلة والمعقدة، التي تدور أحداثها حول عائلتين إسبانيتين تعيشان في القرن العشرين. في العام التالي حصلت هذة الرواية على جائزتين: الأولى جائزة خوسية مانويل لارا والأخرى جائزة نقابة الكتاب في مدريد.
في الثالث والعشرين من شهر مارس عام 2007 عُرض فيلم «أطلس الجغرافية البشرية» المبني على أحداث الرواية الاصلية. أدَّى دور البطولة كلٌ من: كوكا إسكريبانو ومونتسي خيرمان وماريا جوساس وروسا بيلاس وقامت صديقة الكاتبة، إثوثينا رودريجينز، بإخراج هذا العمل.
حصلت روايتها «إينيس والسعادة» المنشورة عام 2010 في المكسيك على جائزة الينا بونياتويسكا وهذة الرواية وصفت بأنها عمل نقدي مفاجئ، فالكاتبة لا تنتقد فقط القارئ وأنما تنتقد نفسها أيضا.
عملت ألمودينا جرانديس صحافية في جريدة البايس وكما كانت تقدم برامج في قناة سير. وهي يسارية التيار، إذ أعلنت من قبل دعمها للقوى اليسارية المتحدة في الانتخابات لعام 2011.

## الجدل
في شهر مارس عام 2007 عُرض كتاب «القلب المجمد» الذي تسبب في خلاف كبير. فعندما نوقشت في إحدى المقابلات عن نقلها لنصوص كتاب آخرين في أعمالها دون ذكر أسماء أجابت بمزح أنها فعلت ذلك مرتين أو ثلاثة. تلك الإشارة التي فسرت كما لو كانت موجهة لأحد المذعين مثل فيديريكو خيمير أثارت الجدل في نفس المقابلة.
انتقدت ألمودينا جرانديس الحزب الشعبي قائلةً: «نحن في بلد بها من يتذكر الجمهورية الأسبانية الثانية أكثر من تذكرة لفترة حكم فرندو».
في شهر نوفمبر عام 2008 كتبت مقال بجريدة البايس أشارت فية إلى تصريحات ساخرة تناولت الراهبات خلال الحرب الأهلية الإسبانية وهذا أدى إلى انتقادها من قبل أنطونيو مونيوز.

## أعمالها

### الروائية
- عصور من اللؤلؤ
- سأتصل بك يوم الجمعة
- مالينا
- أطلس الجغرافيا البشرية
- رياح الخام
- كرتون القلاع
- القلب المجمد
- إينس والفرح
- القارئ من جول فيرن
- أيام زفاف مانوليتا الثلاثة

### القصصية
- نماذج الإناث
- محطات الطريق

### المقالية
- سوق بارسيلو
- التعاون
- الابنة الجيدة (قصة عن امهات وبنات لورا)
- حماية الأنواع (قصة عن السلام)

### معالجات سينمائية
- عصور اللؤلؤ
- مالينا
- على الرغم من انك لا تعرف
- الرغبة الجغرافية (أطلس الجغرافيا البشرية)
- رياح الخام
- اطلس الجغرافيا البشرية
- كرتون القلاع

## التكريمات والجوائز
- أطلق عليها لقب «الابنة البارة» لمدريد [16]
- تم اطلاق أسم ألمودينا جراندى على محطة قطارات أتوتشا
- جائزة La Sonrisa Vertical عن عصور اللولو.1989
- جائزة Rosone d'Oro للأدب، (إيطاليا)1997
- جائزة «التماسك» (تُمنح سنويًا من قبل الجمعية المحلية لليسار المتحد) (بالنسيا).2002
- جائزة Julián Besteiro للفنون والآداب عن مجمل أعمالها.2002
- جائزة Cálamo لأفضل كتاب لعام 2002
- جائزة Crisol عن رواية الأجواء الصعبة.2003
- جائزة مؤسسة خوسيه مانويل لارا لعام عن فيلم «القلب المجمد»2008
- جائزة نقابة بائعي الكتب في مدريد لعام عن فيلم «القلب المجمد»2008
- جائزة نقاد مدريد عن 2011
- جائزة الرواية الأيبيرية الأمريكية 2011 [17]
- جائزة سور خوانا إينيس دي لا كروز 2011 [18]
- جائزة أتوتشا للمحامين الدوليين. 2017
- جائزة Liber لأبرز المؤلفين الأمريكيين من أصل إسباني، والتي يمنحها اتحاد نقابة الناشرين. 2018 [19]
- جائزة السرد الوطنية، بدعوة من وزارة الثقافة، لمرضى دكتور غارسيا.2018[20]
- جائزة الصحافة الدولية من نادي الصحافة الدولي، لتأثيرها في الدفاع عن القيم الإنسانية وعملها الأدبي وتواجدها في وسائل الإعلام2020 [بحاجة لمصدر]
- جائزة جان مونيه للأدب الأوروبي لمرضى الدكتور غارسيا 2020
- الميدالية الذهبية للاستحقاق في الفنون الجميلة بعد وفاتها

## روابط خارجية
- ألمودينا جرانديس على موقع IMDb (الإنجليزية)
- ألمودينا جرانديس على موقع مونزينجر (الألمانية)
- ألمودينا جرانديس على موقع ألو سيني (الفرنسية)
- ألمودينا جرانديس على موقع أول موفي (الإنجليزية)
- ألمودينا جرانديس على موقع قاعدة بيانات الفيلم (الإنجليزية)
- ألمودينا جرانديس على موقع كينوبويسك (الروسية)